# Hot Chicken

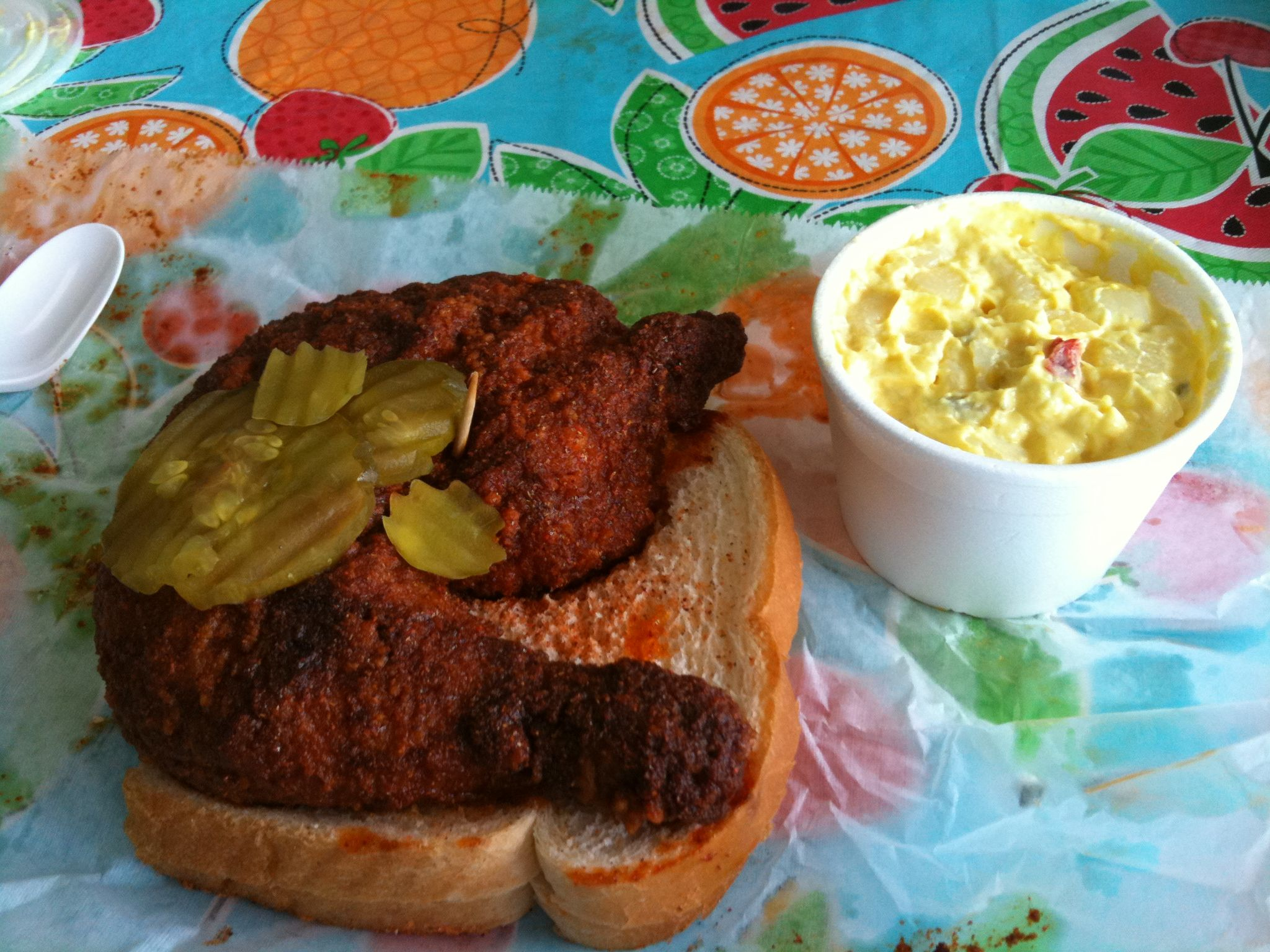
Hot Chicken im Prince's Hot Chicken Shack

Hot Chicken oder Nashville Hot Chicken ist eine Art von Fried Chicken, die ihren Ursprung in Nashville, der Hauptstadt von Tennessee, in den Vereinigten Staaten hat. In der typischen Zubereitung wird bei Hot Chicken eine Portion Hähnchenbrust, Hähnchenschenkel oder Flügel in einer Mischung aus Gewürzen auf Wasserbasis mariniert, bemehlt, frittiert und schließlich mit einer Paste oder einer mit Cayennepfeffer gewürzten Soße bedeckt. Anschließend wird es auf Weißbrotscheiben mit eingelegten Gurkenscheiben serviert. Die Popularität von Hot Wings hat sich auch aufgrund des Einflusses der Musikindustrie Nashvilles über den Süden der Vereinigten Staaten hinaus verbreitet.
Anekdotische Belege deuten darauf hin, dass Hot Chicken in den afroamerikanischen Gemeinden Nashvilles seit Generationen serviert wird. Das Gericht als solches soll es bereits seit den 1930er Jahren geben; der aktuelle Gewürzstil geht jedoch möglicherweise erst auf die Mitte der 1970er Jahre zurück. Bekannte Vertreter in Nashville sind Hattie B's Hot Chicken und Prince's Hot Chicken Shack. In den 2010er Jahren wurde Hot Chicken ein weltweites Trendgericht. Auch außerhalb Nashville und den USA eröffneten weltweit Restaurants wie Belle's Hot Chicken in Melbourne, Australien oder das Hitchcoq in Düsseldorf. Es gibt auch vegane, pflanzenbasierte Varianten des Gerichts.
2021 veröffentlichte die Historikerin Rachel Louise Martin ein Buch, Hot Hot Chicken, das ganz der Geschichte und den Geschichten rund um dieses Gericht gewidmet ist und dabei auch Themen wie Rassentrennung und afroamerikanischer Kultur in Nashville aufarbeitet. 